# Ранко Горановић
Ранко Горановић (Београд, 28. јануар 1967) српски је гласовни глумац, познат по улози Геџе у емисији Курсаџије.

## Улоге
| Год.       | Назив                                  | Улога           |
| ---------- | -------------------------------------- | --------------- |
| 1990-е     |                                        |                 |
| 1991.      | Не остављајте ме самог док химна свира | Данте Чмарковић |
| 2000-е     |                                        |                 |
| 2004−2005. | Јелена                                 | Полицајац       |
| 2006−2011. | Курсаџије                              | Геџа            |
| 2020-е     |                                        |                 |
| 2021.      | Клан                                   |                 |